# Martin Gerber
Martin Gerber, född 3 september 1974 i Burgdorf, Schweiz, är en före detta schweizisk professionell ishockeymålvakt. Han spelade senast för Kloten Flyers i NLA. Martin Gerber har en egen fanklubb. Gerber avslutade sin aktiva karriär 2017.
Gerbers moderklubb är SCL Tigers (SC Langnau). Han blev draftad av Anaheim Mighty Ducks och gjorde också sin NHL-debut för dem säsongen 2002–03. I NHL har Gerber representerat Anaheim Ducks, Carolina Hurricanes, Ottawa Senators. Under NHL-lockouten säsongen 2004–05 spelade han för Färjestad BK.
Gerber spelade även i Färjestad säsongen 2001–02 då han starkt bidrog till att klubben kunde ta SM-guld med ett stabilt målvaktsspel, tio raka segrar under slutspelet som är ett imponerande facit. Under NHL-lockouten säsongen 2004–05 spelade han återigen för Färjestad BK. Laget lyckades då ta sig till SM-final där det blev finalförlust mot Frölunda Indians. Säsongen 2011/2012 spelade han för Växjö Lakers HC i SHL, varpå efterföljande säsong representera Rögle BK i SHL (dåvarande Elitserien). Han har även spelat en period i ryska KHL.
Säsongen 2005–06 ingick han i Carolina Hurricanes lag som vann Stanley Cup. Gerber stod delvis under slutspelet men under finalmatcherna fick han stå åt sidan som andramålvakt.